# Saison 8 d'Une grenade avec ça ?
Chronologie
Saison 7 Saison 9
Cet article présente le guide des épisodes de la huitième saison de la série télévisée québécoise Une grenade avec ça? dans l'ordre de la première diffusion.

## Liste des épisodes

### Épisode 1:Les Complices du capitaine
- Québec : 25 août 2009 sur VRAK

### Épisode 2:Caissière mentale
- Québec : 1er septembre 2009 sur VRAK

### Épisode 3:Après vous
- Québec : 8 septembre 2009 sur VRAK

### Épisode 4:Tout beigne dans la sauce
- Québec : 15 septembre 2009 sur VRAK

### Épisode 5:Né pour un gros pain
- Québec : 22 septembre 2009 sur VRAK

### Épisode 6:T-shirt et camisole
- Québec : 29 septembre 2009 sur VRAK

### Épisode 7:Héros recherchés
- Québec : 6 octobre 2009 sur VRAK

### Épisode 8:La Loi de la jungle
- Québec : 13 octobre 2009 sur VRAK

### Épisode 9:L'Union fait la guerre
- Québec : 20 octobre 2009 sur VRAK

### Épisode 10:Le Salon du fast-food
- Québec : 27 octobre 2009 sur VRAK

### Épisode 11:Bouton de panique
- Québec : 3 novembre 2009 sur VRAK

### Épisode 12:La Subvention
- Québec : 10 novembre 2009 sur VRAK

### Épisode 13:Le Syndrome de Stockholm
- Québec : 17 novembre 2009 sur VRAK

### Épisode 14:Pas de grenade avec ça!
- Québec : 24 novembre 2009 sur VRAK

### Épisode 15:Le «Barilleur» masqué
- Québec : 1er décembre 2009 sur VRAK

### Épisode 16:Mon mon oncle
- Québec : 8 décembre 2009 sur VRAK

### Épisode 17:Trouble envahissant
- Québec : 15 décembre 2009 sur VRAK

### Épisode 18:T'es mon baby
- Québec : 21 décembre 2009 sur VRAK

### Épisode 19:Pas encore une chanson triste
- Québec : 22 décembre 2009 sur VRAK

### Épisode 20:Le Retour d'entre les morts
- Québec : 23 décembre 2009 sur VRAK

### Épisode 21:Opération "Dannynon"
- Québec : 28 décembre 2009 sur VRAK

### Épisode 22:Entraide dangereuse
- Québec : 29 décembre 2009 sur VRAK

### Épisode 23:La Reine
- Québec : 30 décembre 2009 sur VRAK

### Épisode 24:Bad Pub!
- Québec : 16 février 2010 sur VRAK

### Épisode 25:Marine contre la reine du potin
- Québec : 23 février 2010 sur VRAK

### Épisode 26:Le Coup de foudre
- Québec : 2 mars 2010 sur VRAK

### Épisode 27:Les Intervenants
- Québec : 9 mars 2010 sur VRAK

### Épisode 28:Tchassie
- Québec : 16 mars 2010 sur VRAK

### Épisode 29:La Poupoune en moi
- Québec : 23 mars 2010 sur VRAK

### Épisode 30:L'Attaque du T-Rex burdog
- Québec : 30 mars 2010 sur VRAK

### Épisode 31:Amore! Amore!
- Québec : 6 avril 2010 sur VRAK

### Épisode 32:Bobby le clown
- Québec : 13 avril 2010 sur VRAK

### Épisode 33:La Guerre, yes sir
- Québec : 20 avril 2010 sur VRAK

### Épisode 34:Cyrano
- Québec : 27 avril 2010 sur VRAK

### Épisode 35:35 fans et brebis
- Québec : 4 mai 2010 sur VRAK

### Épisode 36:Le Philanthrope fou
- Québec : 11 mai 2010 sur VRAK

### Épisode 37:Hacker de mon cœur
- Québec : 18 mai 2010 sur VRAK

### Épisode 38:Equi-ego
- Québec : 25 mai 2010 sur VRAK

### Épisode 39:Le Ballet
- Québec : 1er juin 2010 sur VRAK

### Épisode 40:Le Subconscient contre-attaque
- Québec : 23 août 2010 sur VRAK

### Épisode 41:Le Règne animal
- Québec : 31 août 2010 sur VRAK

### Épisode 42:Déjà vu
- Québec : 7 septembre 2010 sur VRAK

### Épisode 43:La Quête de la Sainte-Napkin
- Québec : 14 septembre 2010 sur VRAK

### Épisode 44:Qui gagne perd?
- Québec : 21 septembre 2010 sur VRAK